# Prosphodrus
Prosphodrus is een geslacht van kevers uit de familie van de loopkevers (Carabidae). De wetenschappelijke naam van het geslacht is voor het eerst geldig gepubliceerd in 1959 door Britton.

## Soorten
Het geslacht Prosphodrus omvat de volgende soorten:
- Prosphodrus occultus Britton, 1960
- Prosphodrus waltoni Britton, 1959